# Edgardo
Edgardo  è un nome proprio di persona italiano maschile.

## Varianti
- Maschili: Edgaro
- Femminili: Edgarda

### Varianti in altre lingue
- Anglosassone: Eadgar[1], Eadgard[2]
- Francese: Edgar[1], Edgard[1]
- Inglese: Edgar[1]
  - Ipocoristici: Eddie[1]
- Inglese antico: Eadgar[3]
- Lettone: Edgars
- Lituano: Edgaras
- Spagnolo: Edgardo[1]

## Origine e diffusione
Continua il nome di origine anglosassone Eadgar o Eadgard; è composto da ead ("ricco", "benedetto" o "prosperità", "ricchezza", da cui anche Edmondo, Editta, Edvige) e gar o gart ("lancia", presente anche in Oscar, Alighiero, Geltrude, Berengario e Leodegario). Potrebbe quindi avere il significato di "lancia della prosperità" o "lancia del patrimonio" o, più in senso lato, "colui che difende il patrimonio", "difensore del patrimonio" o "custode del patrimonio".
In Inghilterra il nome scomparve dopo la conquista normanna, tuttavia tornò a diffondersi nel XIX secolo, grazie anche ad un personaggio così chiamato nel romanzo del 1819 di Sir Walter Scott La sposa di Lammermoor).

## Onomastico
L'onomastico si può festeggiare l'8 luglio in ricordo di sant'Edgar il Pacifico, re d'Inghilterra.

## Persone

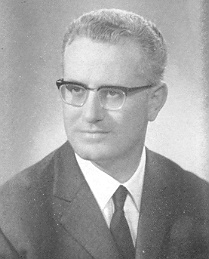
Edgardo Alboni

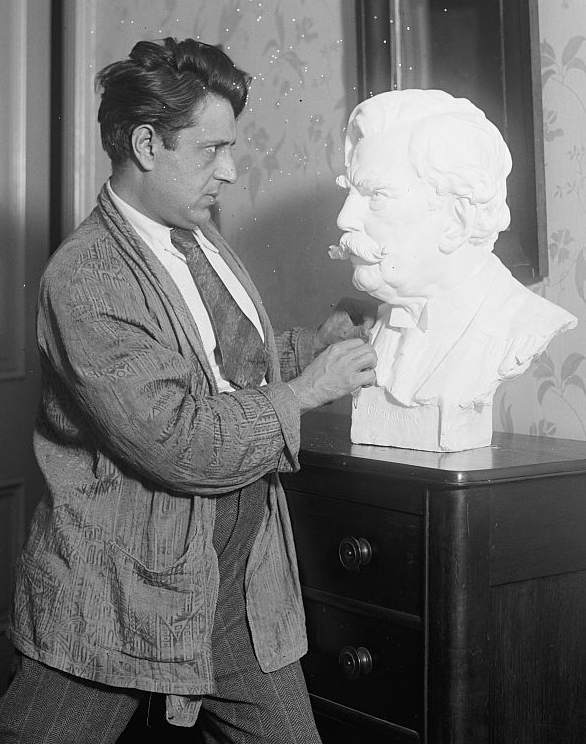
Edgardo Simone

- Edgardo Adinolfi, calciatore uruguaiano
- Edgardo Alboni, partigiano e politico italiano
- Edgardo Atheling, ultimo membro del Casato del Wessex
- Edgardo Bassi, calciatore italiano
- Edgardo Cassani, clarinettista, direttore d'orchestra e compositore italiano
- Edgardo Castelli, avvocato e politico italiano
- Edgardo Ciancamerla, calciatore italiano
- Edgardo Ciani, matematico italiano
- Edgardo Donato, violinista, compositore e direttore d'orchestra argentino
- Edgardo Egaddi, musicista, direttore di coro e compositore italiano
- Edgardo Franzosini, scrittore italiano
- Edgardo González, calciatore uruguaiano
- Edgardo Gulotta, giornalista italiano
- Edgardo Lami Starnuti, politico italiano
- Edgardo Moltoni, ornitologo italiano
- Edgardo Mortara, ragazzo ebreo che venne rapito dai cattolici
- Edgardo Ocampo, cestista e allenatore di pallacanestro filippino
- Edgardo Simone, scultore e scenografo italiano
- Edgardo Sogno, diplomatico, scrittore, politico, partigiano, militare e agente segreto italiano
- Edgardo Toetti, atleta italiano
- Edgardo Venturi, rugbista a 15 e dirigente sportivo italiano

### Variante Edgard
- Edgard Allix, economista francese

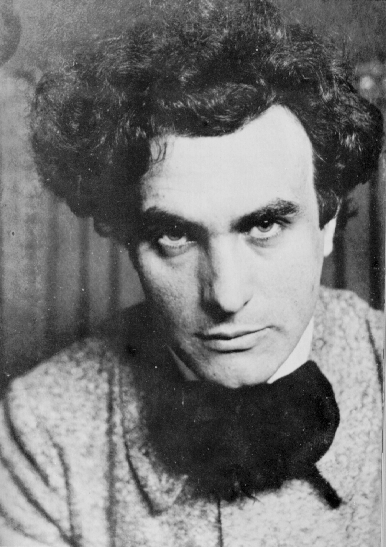
Edgard Varèse

- Edgard Blochet, orientalista francese
- Edgard Pisani, politico francese
- Edgard Varèse, compositore francese naturalizzato statunitense

### Variante Edgar
- Edgar d'Inghilterra, re d'Inghilterra e santo
- Edgar di Scozia, re di Scozia

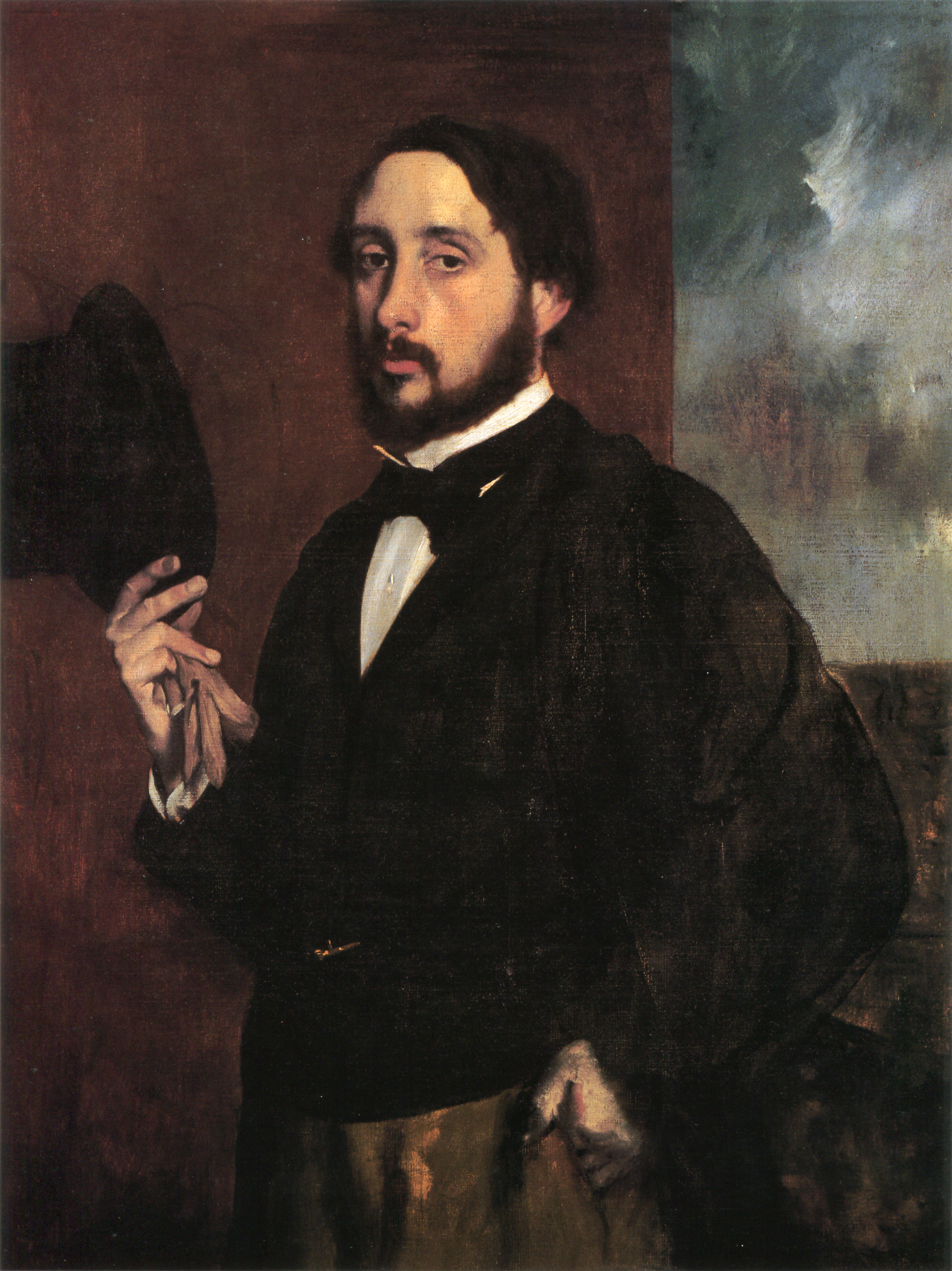
Edgar Degas

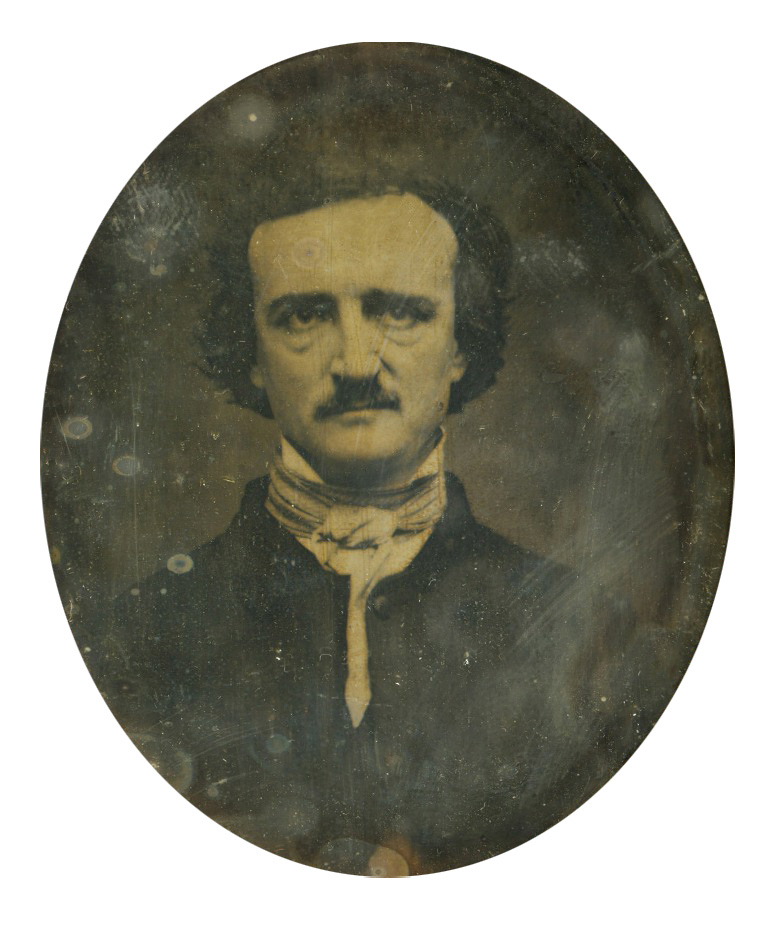
Edgar Allan Poe

- Edgar Álvarez, calciatore honduregno
- Edgar Buckingham, chimico statunitense
- Edgar Çani, calciatore albanese
- Edgar Cayce, pseudoscienziato statunitense
- Edgar Davids, calciatore e dirigente sportivo olandese
- Edgar Degas, pittore e scultore francese
- Edgar Evans, esploratore e militare gallese
- Edgar Froese, musicista tedesco
- Edgar Hilsenrath, scrittore tedesco
- Edgar Honetschläger, regista e sceneggiatore austriaco
- Edgar Lee Masters, poeta statunitense
- Edgar Meyer, contrabbassista e compositore statunitense
- Edgar Allan Poe, scrittore, poeta, critico letterario e saggista statunitense
- Edgar Quinet, storico, scrittore e politico francese
- Edgar Savisaar, politico estone
- Edgar Syers, pattinatore artistico su ghiaccio, dirigente sportivo allenatore di pattinaggio su ghiaccio britannico

### Altre varianti maschili
- Édgar Barreto, calciatore paraguaiano
- Edgaras Česnauskis, calciatore lituano
- Edgars Gauračs, calciatore lettone
- Edgaras Jankauskas, calciatore lituano
- Edgars Jeromanovs, cestista lettone
- Edgars Šneps, cestista lettone

### Variante femminile Edgarda
- Edgarda Ferri, scrittrice e storica italiana

## Il nome nelle arti
- Edgar è un personaggio del film del 1970 Gli Aristogatti, diretto da Wolfgang Reitherman.
- Edgar è un personaggio dell'omonima opera di Giacomo Puccini.
- Edgar Ravenswood è un personaggio del romanzo di Walter Scott La sposa di Lammermoor, e di tutte le opere da esso tratte.
- Edgar è un personaggio giocabile del videogioco Brawl Stars.